# NGC 4061
NGC 4061 (również NGC 4055, PGC 38146 lub UGC 7044) – galaktyka eliptyczna (E), znajdująca się w gwiazdozbiorze Warkocza Bereniki.
Odkrył ją William Herschel 27 kwietnia 1785 roku, jego obserwacja została skatalogowana przez Dreyera jako NGC 4061. Prawdopodobnie tę samą galaktykę obserwował John Herschel 29 kwietnia 1832 roku, jego obserwacja została później skatalogowana jako NGC 4055, jednak podana przez niego pozycja była bardzo niedokładna, stąd wątpliwości co do takiej identyfikacji.
W galaktyce tej zaobserwowano supernową SN 2008bf.